# Stroška Reka
Stroška Reka (makedonska: Строшка Река) är ett vattendrag i Nordmakedonien.   Det rinner genom kommunen Dolneni, i den centrala delen av landet, 60 kilometer söder om huvudstaden Skopje.